# Galaxy Quest – Galaktitkos küldetés
A Galaxy Quest – Galaktitkos küldetés (eredeti cím: Galaxy Quest) 1999-ben bemutatott amerikai sci-fi-filmvígjáték, melyet Dean Parisot rendezett. A főbb szerepekben Tim Allen, Sigourney Weaver, Alan Rickman, Tony Shalhoub, Sam Rockwell és Daryl Mitchell látható.
A film leginkább a Star Trek és az azt körülvevő rajongás elé állít görbe tükröt.

## Rövid történet
Földönkívüliek egy sci-fi tévésorozat szereplőit valódi űrkalandoroknak nézik és a segítségüket kérik.

## Cselekmény
|  | Alább a cselekmény részletei következnek! |

A Galaxy Quest című, egykor sikeres sci-fi sorozat hőseit alakító színészeket a sorozat vége után manapság csak haknizni hívják sci-fi fesztiválokra, rajongói összejövetelekre, meg más hasonló "komolytalan" rendezvényre. Az egykori parancsnokot alakító Jason Nesmith is amint teheti inkább a pohár fenekére néz egy ilyen nap után, színésztársai is hasonlóan rezignáltan veszik tudomásul, hogy mostanság csak másodvonalbeli reklámarcokként számítanak rájuk, de a pénzért újra és újra elvállalják az ilyen felkéréseket.
Kissé egyhangú életük akkor változik meg, amikor az egyik sci-fi rendezvényen négy fura, rajongónak tűnő figura környékezi meg Nesmith-et, mint "Peter Quincy Taggart"-et az "NSEA Protector űrhajó harcedzett parancsnokát", akik vezetőjükkel, Mathesarral a segítségét kérik egy ellenükre törő, űrbéli gonosztevő ellen. A férfi szokásos, kissé buggyant rajongóknak titulálva őket hamar lerázza a különítményt, de azok másnap reggel, a másnapos színész házánál is felbukkannak és ismét a segítségét kérik. Nesmith a macskajajtól bódultan azt hiszi filmes munkára akarják felkérni, így velük tart, majd elnyomja az álom. Mikor felébred egy ismeretlen helyen van, amit ő stúdiónak vél és hamarosan egykori "hajója" díszletnek hitt parancsnoki hídján szembetalálja magát az ellenséggel, Sarris-al, aki Mathesar népét, a thermiánokat akarja leigázni. Próbafelvételnek gondolva a helyzetet parancsot ad a támadásra, majd még mindig fájós fejjel haza kíván menni. Mathesarék ki is kísérik egy helyiségbe, ahol előbb valamilyen zselébe burkolódik, majd kilövik az űrbe, hogy egy féregjáraton át odahaza, az úszómedencéje mellett találja magát. Ekkor döbben rá, hogy amiről eddig szó volt az mind igaz.
Hamar színészkollégái után néz, akik épp egy áruház avatásán vesznek részt, de azok ismerve Nesmith iszákosságát az alkoholmámornak tudják be a történetét, hiába invitálja a férfi őket is. Kis idő múlva azonban eltöprengenek hátha ez is egy munkalehetőség és mégis utána erednek. Nemsokára ők is Mathesaréknál találják magukat, ahol Nesmith lelkesen újságolja ledöbbent társainak, hogy Mathesar és a többi thermián elkészítette az űrhajójukat is, és így már semmi akadálya, hogy egy nagy kalandba vegyenek részt az elmúlt évek mellőzöttsége után. A többiek viszont felvetik, hogy ők színészek, nem űrhajósok, de mivel a békés thermiánok nem ismerik a hazugságot, akiket most egy ellenség fenyeget, beadják a derekukat a megmentésükre. A szedett-vedett társulatnak így össze kell szednie magát, hogy épp bőrrel ússzák meg az immár valódi kalandot...
|  | Itt a vége a cselekmény részletezésének! |

## Szereplők
| Színész          | Szerep                                        | Magyar hang       |
| ---------------- | --------------------------------------------- | ----------------- |
| Tim Allen        | Jason Nesmith (Peter Quincy Taggart kapitány) | Haás Vander Péter |
| Sigourney Weaver | Gwen DeMarco (Tawny Madison hadnagy)          | Spilák Klára      |
| Alan Rickman     | Sir Alexander Dane (Dr. Lazarus)              | Barbinek Péter    |
| Tony Shalhoub    | Fred Kwan (Chen főgépész)                     | Incze József      |
| Sam Rockwell     | Guy Fleegman (Roc, avagy a "6-os")            | Kassai Károly     |
| Daryl Mitchell   | Tommy Webber (Laredo hadnagy)                 | Simonyi Balázs    |
| Enrico Colantoni | Mathesar                                      | Kocsis György     |
| Robin Sachs      | Roth'h'ar Sarris tábornok                     | Áron László       |
| Missi Pyle       | Laliari                                       | Kiss Virág        |

## Utalások
Mivel a film nagyrészt a Star Trek paródiája, számos ponton utal annak karaktereire, eseményeire vagy a benne szereplő színészekre. Dr. Lazarus figurája például egyértelmű célzás Spockra, mint a legénység idegen tagjára, és az őt alakító színész tiltakozása is emlékeztet Leonard Nimoy korábbi ellenszenvére karaktere iránt. Nesmith (Allen) alkoholizmusa is kikacsintás néhány színész utóéletére, de inkább a sorozatbéli momentumok köszönnek vissza a filmben, mint a technikai eszközök, a hajó hídja, helységei, zsargonok és persze a szereplők karakterei, öltözéke, valamint a Star Trek sorozatokból és filmekből ismerős szituációk.